# Peñacorada
Peñacorada es un pequeño y bajo macizo montañoso calizo situado en el noreste de la montaña de León, cuyo pico más alto es el pico Peñacorada de 1834 m.s.n.m.. Es uno de los picos más emblemáticos de la montaña leonesa, ya que se encuentra desviado unos kilómetros hacia el sur del eje de la cordillera Cantábrica. En la cumbre hay un vértice geodésico, un buzón de montañeros y una bandera de plegaria budista. 
Sus faldas están cubiertas por todo tipo de vegetación, destacando magníficos hayedos en la cara norte, pinares silvestres en la parte oeste, y encinares y robledales en la sur. Es un macizo que divide los cursos del Esla y del Cea, y que da nombre al pueblo de Fuentes de Peñacorada.

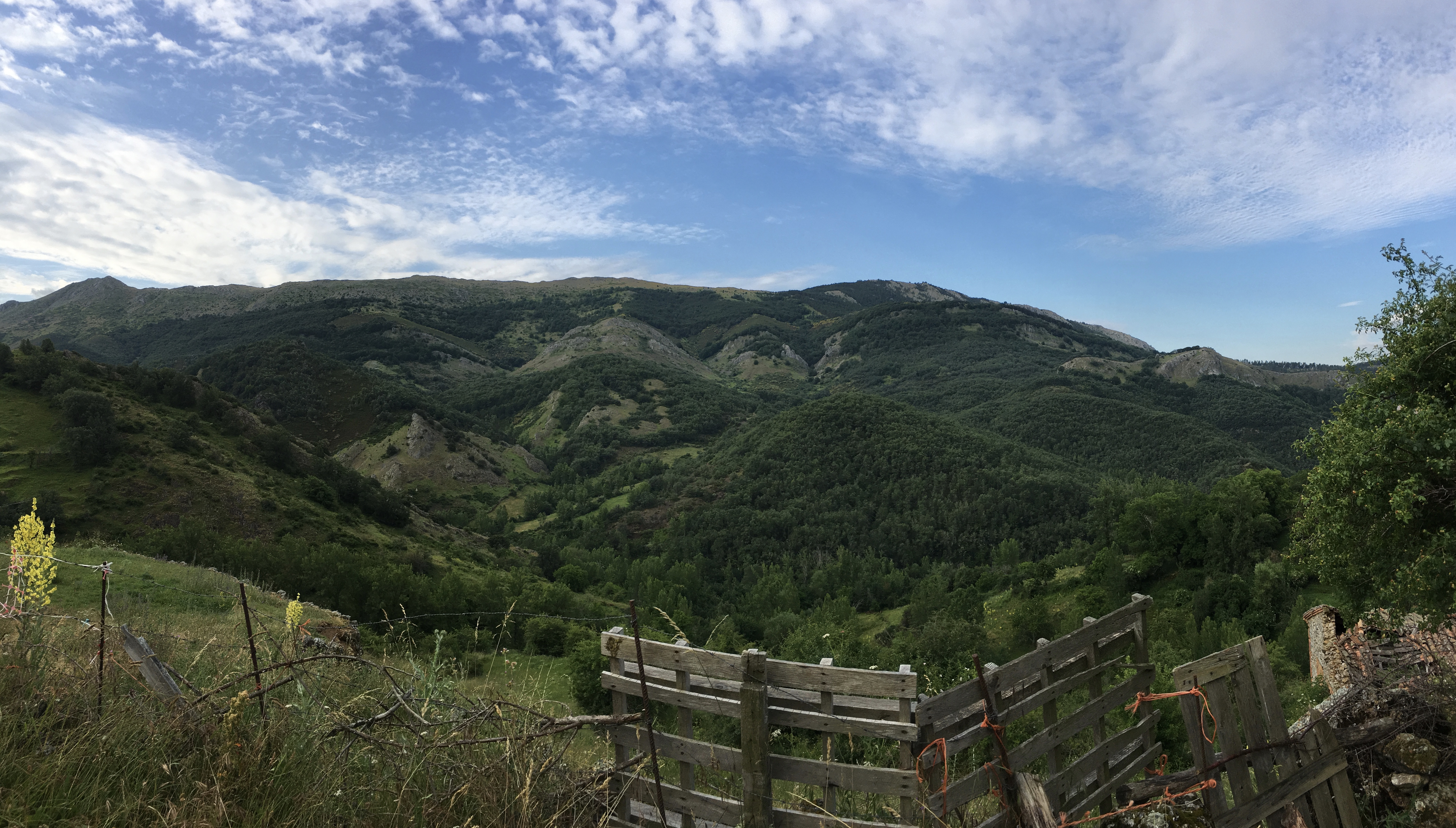
Cara Norte de Peñacorada desde Fuentes

## Situación geográfica
El pico Peñacorada se encuentra en la divisoria de los términos municipales de Valderrueda y Prado de la Guzpeña, si bien, la parte oeste del macizo se encuentra dentro del término municipal de Cistierna, y una pequeña parte de la ladera sur dentro del de Cebanico.
El macizo está bordeado por los siguientes pueblos: Cistierna, al oeste; Valmartino, Quintana de la Peña, El Valle de las Casas, Santa Olaja de la Acción, La Llama, Prado y Robledo, al sur; Renedo, El Otero y La Mata de Monteagudo, al este; y Fuentes de Peñacorada, al norte.

## Flora

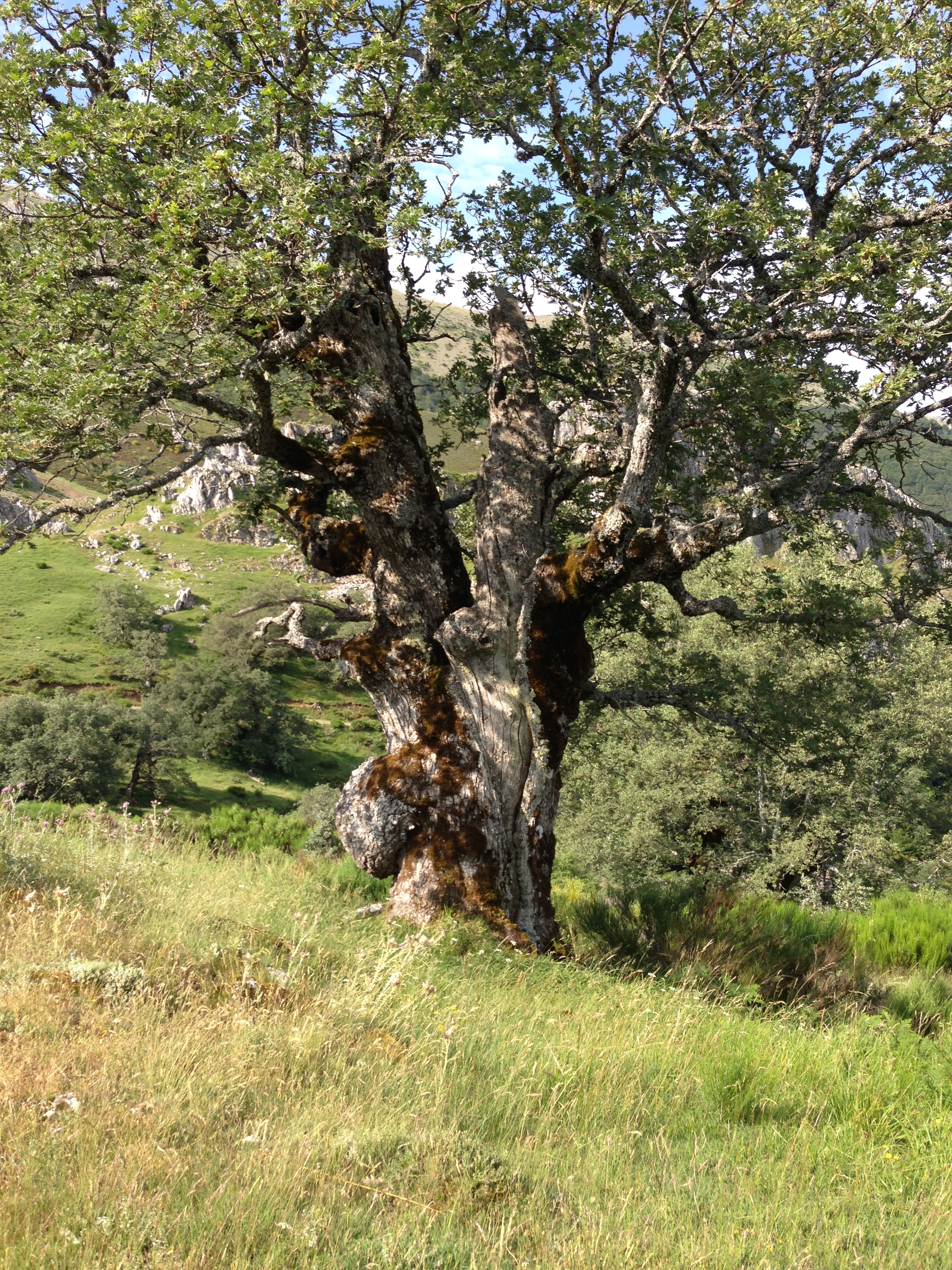
Rebollo Centenario

En el macizo de Peñacorada se encuentra una gran diversidad vegetal. En la ladera sur, hasta los 1300 m, encontramos magníficos robledales de quejigo y melojo; así como encinares, reliquias de un tiempo más cálido que se mantienen en bolsas de aire caliente, destacando los ejemplares centenarios en las cercanías de Robledo. En la parte Oeste y Noroeste encontramos pinares de repoblación de pino silvestre, que se extienden hasta superar los 1600 m. La parte norte está ocupada por magníficos hayedos, que superan los 1500 m, destacando también una pequeña Tejeda en la zona noreste. Por último, en la cara Este, podemos ver densos robledales que suben hasta los 1300 m. Hay una parte en la ladera noreste ocupada por extensos brezales, que se extienden desde los 1300 a los 1500 m de altitud, y que en primavera visten Peñacorada de morado. A partir de los 1500 m y hasta la cima, encontramos prados y roquedos con alguna sabina y arbustos de montaña.
Hay que destacar también los bosques de ribera, pues de Peñacorada brotan decenas de arroyos en torno a los que se dan estas formaciones.
Por los caminos y sendas de este macizo se encuentran aislados rosales, cerezos, manzanos y perales silvestres, mostajos, serbales, majuelos, tejos, endrinos, zarzamoras, etc.

## Fauna
En Peñacorada se encuentran todo tipo de fauna cantábrica, siendo habitual la presencia de corzos, ciervos, jabalíes, rebecos, lobos, zorros, etc; y ocasional la presencia del oso, que baja del norte en primavera cuando acaba su hibernación, y en otoño a rapiñar frutos secos y miel. En los roquedos y paredes escarpadas anidan los buitres, es habitual verlos en las cercanías de la montaña buscando carroña. 
En algunas pozas de los diversos arroyos hay truchas pequeñas, siendo más grandes y muy apreciadas en todo el país las del cercano río Esla.

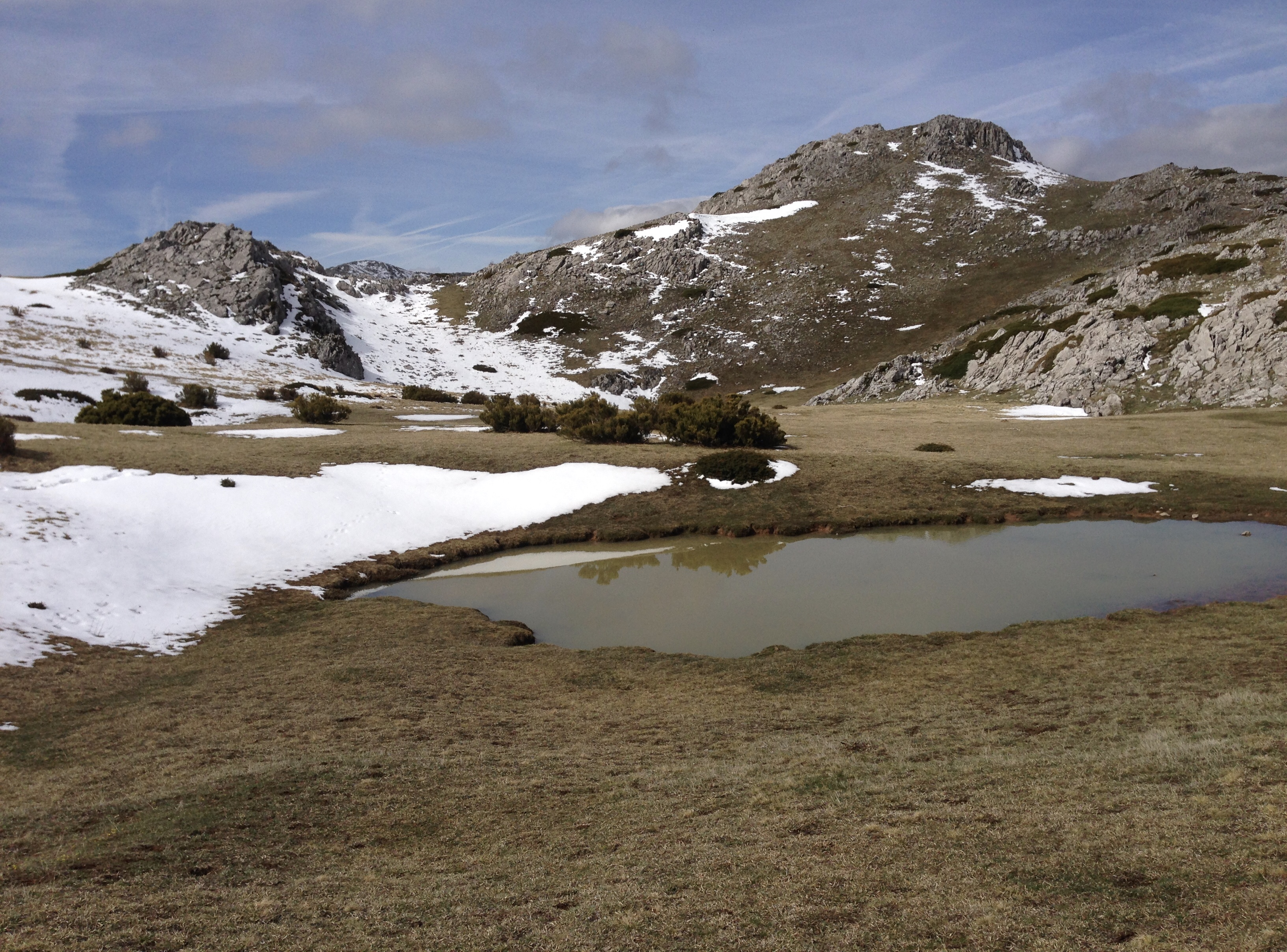
Laguna cerca de la cima

## Hidrografía
Peñacorada es conocida como la montaña del agua, pues los manantiales y lagunas de donde brota este preciado recurso se cuentan por decenas. Es la divisoria entre la cabecera del Esla y del río Cea, por lo que una parte de sus aguas van a dar al Esla, destacando el reguero Díez y el arroyo de Fuentes de Peñacorada; y la otra parte va a dar al Cea y al Tuéjar, destacando el arroyo de Peñacorada, el del Toral, o el de los Salgueros.

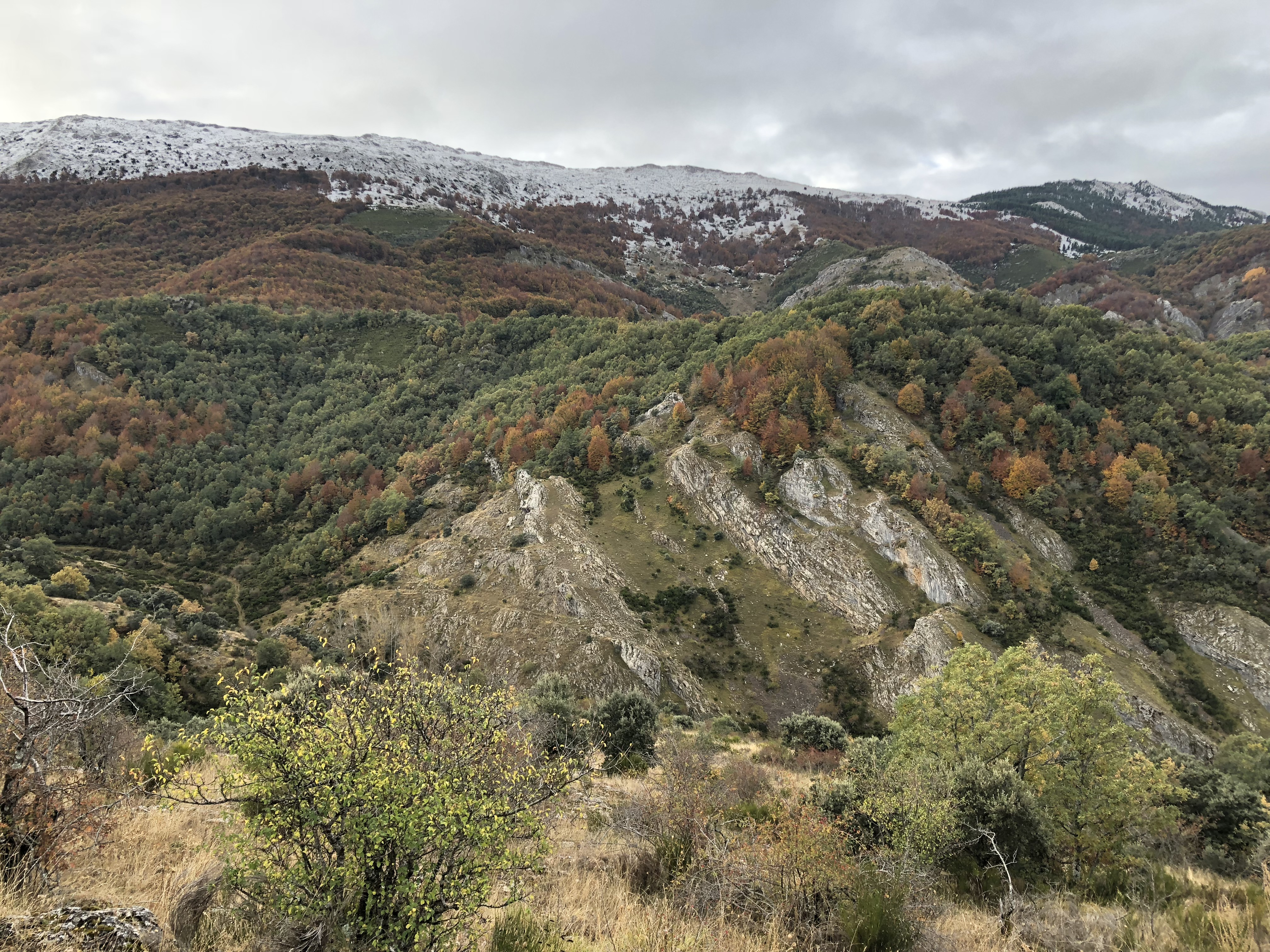
No es inusual ver caer la nieve en octubre

## Clima
El clima en Peñacorada según la clasificación de Köppen es Cfb en alturas bajas, con inviernos fríos, veranos frescos y precipitaciones durante todo el año; y Dfb en las partes altas, con inviernos muy fríos con mucha nieve, y veranos  frescos. Las precipitaciones están entre los 1000−1200 mm, pudiendo superarse estas cantidades en las partes más altas. La nieve es habitual de noviembre a abril, no siendo extraña en octubre o mayo, con una media de 20-30 días de nieve al año, superando los 40 en zonas altas.
La temperatura media anual está entre los 5−10 ºC. La temperatura media mínima está entre 0−2,5 ºC, y la media máxima entre los 12,5−15 ºC. Hay que tener en cuenta que la temperatura, entre todos estos rangos, es más fría a más altitud.

## Historia

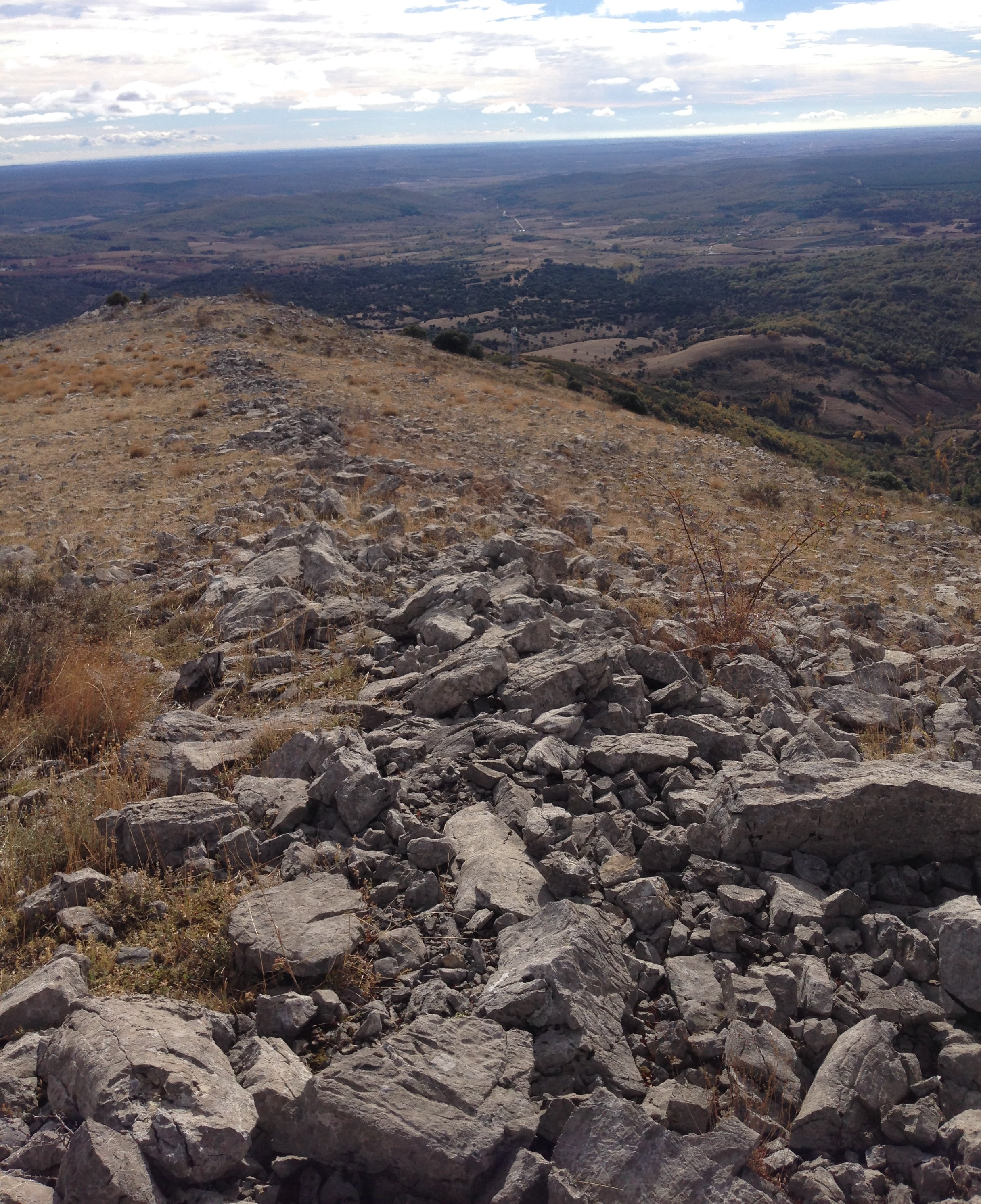
Restos de la muralla del castro de Campo Ciudad, a 1500m de altitud

En Peñacorada y su entorno se encuentran varios castros, destacando el de Campo Ciudad en una loma de su ladera sur, del que quedan restos de la muralla. Esos castros fueron cántabros, concretamente de la tribu vadiniense, pues se han encontrado gran cantidad de lápidas de esta tribu en los pueblos de alrededor. Con la conquista romana se construyeron diversas calzadas en el entorno de Peñacorada, destacando la pasa por Fuentes de Peñacorada, al Norte, y la que pasa por Quintana de la Peña, al Sur.
En la Edad Media poco se sabe de esta montaña, tan solo hay  referencias a "Corabita", antiguo topónimo de Peñacorada. En esta época destaca la construcción del monasterio de San Guillermo de Peñacorada, en la parte Este, del que hoy tan solo quedan unas pocas ruinas. Cerca de estas ruinas se construyó en el siglo XVII el santuario de la Virgen de la Velilla, pues en este enclave se encontró una figura milagrosa de la Virgen, hoy desaparecida.
En el siglo XIX y principios del XX, con la revolución industrial, se comenzaron a explotar minas de carbón, destacando las de Cistierna o las de Prado de la Guzpeña. Con este auge de la minería se produjo un gran ascenso demográfico, y se construyó uno de los símbolos de la minería leonesa: el ferrocarril de la Robla, que antaño llevaba el carbón desde La Robla (León) a Valmaseda (Vizcaya) surcando las faldas de Peñacorada, y hoy en día sigue en funcionamiento llevando pasajeros.
Tras el cierre de las minas hace unas décadas, se ha vuelto a la economía ganadera tradicional, destacando la industria agroalimentaria, y con mucho potencial turístico.

## Leyenda de Peñacorada
Cuenta la leyenda que en tiempos de la invasión musulmana, un rico visigodo de estas tierras viendo peligrar su patrimonio, escondió todo lo que tenía de valor en una cueva y huyó al Norte para nunca regresar. Se dice que a día de hoy el tesoro sigue escondido, siendo su pieza más valiosa un gato de oro con ojos de rubíes. De hecho, hay un dicho en esta zona que reza «Peña Cora, Peña Cora, tierra rica y gente boba».